# Scaligerové
Scaligerové, italsky de Scalis nebo della Scala ("ze žebříku") byl vládnoucí šlechtický rod v italské Veroně v období středověku.

## Dějiny rodu
Zakladatelem rodu byl v roce 1262 Jacopino della Scala.

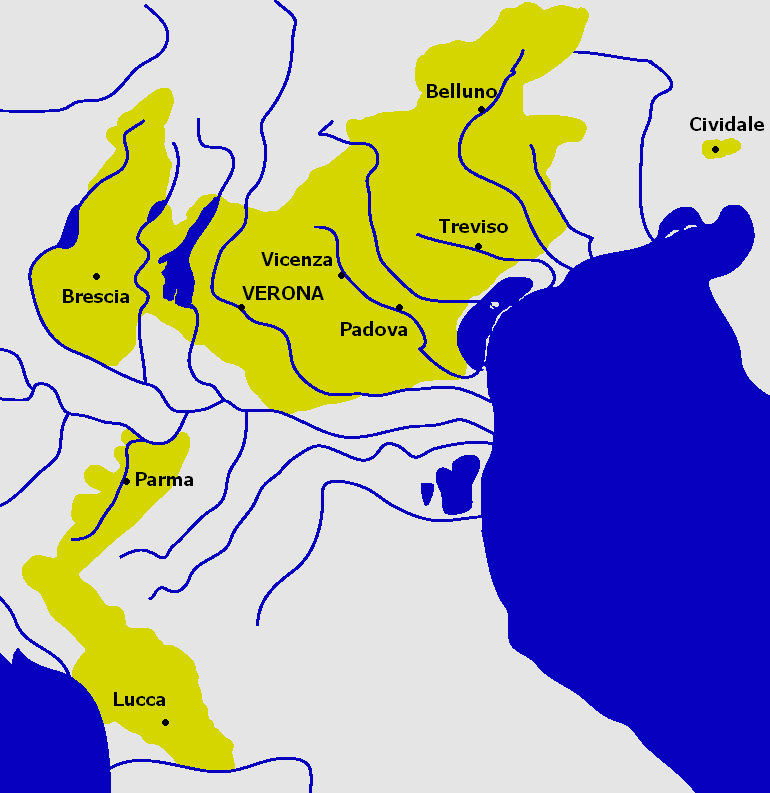
Území ovládané Scaligery v roce 1336

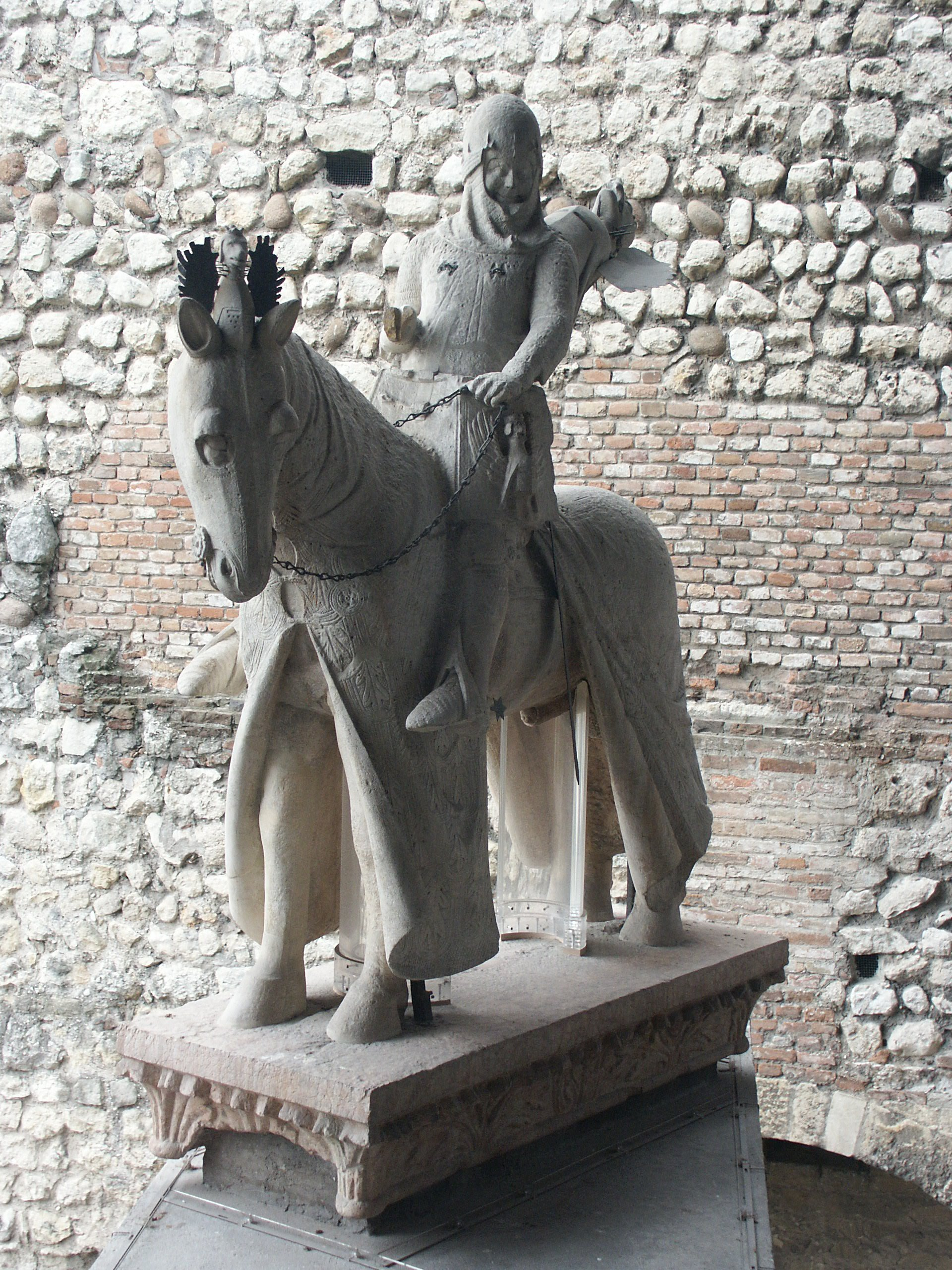
Cangrandeho jezdecký náhrobek

Prvním vládcem Verony se stal Ezzelino III., když byl roku 1226 zvolen podestou obce a podařilo se mu úřad převést do trvalého držení rodu. Ve Veroně Scaligerové nechali během svého mnohaletého působení vystavět hrad a most Ponte Scaligero. U kostela Santa Maria Antica, jehož farnost patřila k části města, kde bylo sídlo rodu, stojí tři jezdecké náhrobky patřící Cangrandemu I., který je zde zpodobněn jako usmívající se rytíř, Mastinovi II. a Cansignoriovi.
Členka rodu, Beatrix Regina (1331–1384), byla manželkou milánského panovníka Bernabò Viscontiho. Ta nechala roku 1381 v Miláně vystavět kostel Santa Maria della Scala, na jehož místě v 18. století vzniklo světoznámé divadlo alla Scala.

## Castelli degli Scaligeri
Jde o rozsáhlou soustavu asi 60 hradů a opevněných měst, které ve 30. letech 14. stol. ovládali Scaligerové, a které jsou rozptýlené po jejich državách od Padovy až ke Gardskému jezeru. Do dnešní doby se z hradů zachovala zhruba polovina, zbytek pak v podobě dobře rozpoznatelných zřícenin. Vykazují typické znaky tehdejší fortifikační architektury, například snahu o vyrovnaný půdorys (většinou na základě obdélníka), ať už šlo o hrady nebo o opevnění měst.